# Martin Kraus
Martin Kraus (* 24. Oktober 1993 in Mödling) ist ein österreichischer Fußballtorwart.

## Karriere
Kraus begann seine Karriere beim ASV Vösendorf. Nachdem er beim SC Brunn am Gebirge und beim SC Team Wiener Linien gespielt hatte, ging er 2009 in die AKA Rapid Wien. Im August 2010 debütierte er für die Drittligamannschaft und stand bereits im Oktober 2010 erstmals im Profikader. Nachdem er sich bei den Amateuren und den Profis nicht durchsetzen konnte, wurde er an den SC Columbia Floridsdorf verliehen. Nachdem Floridsdorf zu Saisonende als Tabellenletzter abgestiegen war, war er kurzzeitig zu Rapid zurückgekehrt, ehe er 2012 zum 1. SC Sollenau wechselte. 2013 ging er zum SC Ritzing, ehe er 2014 zum SK Austria Klagenfurt wechselte, mit dem er 2015 in den Profifußball aufstieg. Nach dem Aufstieg verließ er den Verein jedoch und wurde vereinslos. Im Jänner 2016 wechselte er zum Profiklub SC Wiener Neustadt, für den er im Mai 2016 in der zweiten Liga sein Profidebüt gab.
Zur Saison 2016/17 wechselte er zum Regionalligisten Wiener Sportklub, der 2017 in den Wiener Sport-Club eingegliedert wurde.
Im August 2018 wechselte er zum Bundesligisten FC Admira Wacker Mödling. Nach einem halben Jahr ohne Einsatz bei der Admira wechselte er im Jänner 2019 zum Regionalligisten SC Neusiedl am See. In zwei Jahren in Neusiedl kam er zu 33 Regionalligaeinsätzen.
Im Jänner 2021 wechselte Kraus zum Ligakonkurrenten FC Marchfeld Donauauen. Für Marchfeld spielte er 28 Mal in der Ostliga. Im Jänner 2023 zog er innerhalb der Liga weiter zu Wiener Neustadt, für das er zu Zweitligazeiten sein Profidebüt gegeben hatte. Für Wiener Neustadt kam er zu 13 Einsätzen in der Regionalliga, aus der er mit dem Team aber zu Saisonende abstieg. Daraufhin schloss er sich zur Saison 2023/24 dem viertklassigen SC-ESV Parndorf 1919 an.